# Lay-Saint-Remy
Lay-Saint-Remy é uma comuna francesa na região administrativa de Grande Leste, no departamento de Meurthe-et-Moselle. Estende-se por uma área de 3,8 km². Em 2010 a comuna tinha 352 habitantes (densidade: 92,6 hab./km²).